# Tommy Lucchese
Gaetano (Tommy) Lucchese (Palermo, 1 december 1899 - New York, 13 juli 1967) stond ook bekend als Three-Fingers Brown, Three Fingers of Tommy Brown. Hij was een bekende Amerikaanse gangster en een trouwe bondgenoot van Charles "Lucky" Luciano. Hij is ook de oprichter van de misdaadfamilie Lucchese.

## Biografie

### Jeugd
Lucchese werd geboren in Palermo en emigreerde begin van de 20e eeuw naar de Verenigde Staten. Tijdens een werkongeluk verloor hij een vinger. Een agent vergeleek hem daarom tijdens een arrestatie met de bekende honkbalspeler Mordecai Brown, bijgenaamd Three-Fingers Brown. Brown had een misvormde hand maar was wel een van de bekendste spelers van zijn generatie. Vrienden van Lucchese gebruikten die bijnaam echter nooit.
Op zijn 18e startte Lucchese met een eigen bedrijfje voor ramenwassers. Hij werkte toen samen met Samuele Magliocco, die later bekend zou worden als afperser. Lucchese werd tijdens zijn jeugd meermaals gearresteerd. Eén keer werd hij zelfs opgepakt voor moord. Maar hij wist telkens te ontkomen. Slechts één keer werd hij in die periode veroordeeld.

### De Castellammarijnse oorlog
Tijdens de jaren dertig gingen twee oude maffiabazen de strijd met elkaar aan. Aan de ene kant stond Salvatore Maranzano en aan de andere kant Giuseppe Masseria, bijgenaamd Joe The Boss. De strijd werd een echte straatoorlog, later bekend als de Castellammarijnse oorlog. Lucchese begon de oorlog als rechterhand van baas Gaetano "Tom" Reina. De misdaadfamilie van Reina vocht mee aan de zijde van Masseria. In 1930 werd Reina vermoord door Vito Genovese die ook in dienst van Masseria werkte. Masseria dacht dat Reina was overgelopen naar de zijde van Maranzano en dus liet hij hem vermoorden. In de plaats van Reina kwam Joseph Pinzolo. Dit was niet correct volgens Lucchese, die op zijn beurt Pinzolo vermoordde. Gelukkig voor hem dacht Masseria dat hij vermoord werd door Maranzano.
De oorlog ging gewoon verder en steeds meer gangsters sloten zich aan bij Charles "Lucky" Luciano, die in dienst van Masseria werkte. Luciano kreeg veel respect van z'n collega's maar liep uiteindelijk over naar Maranzano. Hij kon zelfs enkele collega's, onder wie Lucchese, overtuigen om hetzelfde te doen. Toen liet Luciano Masseria vermoorden en werd Maranzano baas van alle bazen.

### Organisatie van de maffia
De maffia werd na de oorlog opnieuw georganiseerd. Maranzano werd de topbaas en hij liet alle misdaadfamilies samenwerken. De oude misdaadfamilie van Reina behoorde nu tot de vijf families van New York. Gaetano Gagliano werd de baas van die familie, en Lucchese werd onderbaas.
Op 10 september 1931 werd Salvatore Maranzano vermoord. Luciano richtte vervolgens een maffiacommissie op. Die commissie bestond uit afgevaardigden van alle misdaadfamilies. Achter de schermen bleef Luciano echter nog steeds de baas.

### Familie Lucchese
In 1953 stierf Gaetano Gagliano. Omdat Lucchese al 22 jaar een trouwe onderbaas was, werd hij de logische opvolger van Gagliano. Voortaan heette de misdaadfamilie dan ook de familie Lucchese.

### Dood
Lucchese bleef lang aan de macht en stierf op 13 juli 1967 aan de gevolgen van een hersentumor. Zijn begrafenis werd door duizenden mensen, onder wie veel politici, bijgewoond. Hij was erin geslaagd om meer dan 40 jaar gangster te zijn, zonder ooit één nacht in de gevangenis doorgebracht te hebben.